# Элк (округ, Пенсильвания)
Округ Элк (англ. Elk County) располагается в штате Пенсильвания, США. Официально образован 18 апреля 1843 года. По состоянию на 2010 год, численность населения составляла 31 946 человек.

## География
По данным Бюро переписи США, общая площадь округа равняется 2154,882 км2, из которых 2069,412 км2 суша и 82,880 км2 или 0,430 % это водоёмы.

## Население
По данным переписи населения 2000 года в округе проживает 35 112 жителей в составе 14 124 домашних хозяйств и 9 745 семей. Плотность населения составляет 16,00 человек на км2. На территории округа насчитывается 18 115 жилых строений, при плотности застройки около 8,00-ми строений на км2. Расовый состав населения: белые — 98,96 %, афроамериканцы — 0,15 %, коренные американцы (индейцы) — 0,09 %, азиаты — 0,35 %, гавайцы — 0,04 %, представители других рас — 0,10 %, представители двух или более рас — 0,31 %. Испаноязычные составляли 0,40 % населения независимо от расы.
В составе 14 124,00 % из общего числа домашних хозяйств проживают дети в возрасте до 18 лет, 18,00 % домашних хозяйств представляют собой супружеские пары проживающие вместе, 56,00 % домашних хозяйств представляют собой одиноких женщин без супруга, 8,70 % домашних хозяйств не имеют отношения к семьям, 27,30 % домашних хозяйств состоят из одного человека, 13,60 % домашних хозяйств состоят из престарелых (65 лет и старше), проживающих в одиночестве. Средний размер домашнего хозяйства составляет 2,45 человека, и средний размер семьи 2,99 человека.
Возрастной состав округа: 24,00 % моложе 18 лет, 6,80 % от 18 до 24, 28,60 % от 25 до 44, 23,30 % от 45 до 64 и 23,30 % от 65 и старше. Средний возраст жителя округа 39 лет. На каждые 100 женщин приходится 98,00 мужчин. На каждые 100 женщин старше 18 лет приходится 95,30 мужчин.